# Haters Back Off
Haters Back Off è una serie televisiva statunitense trasmessa in streaming su Netflix, a partire dal 14 ottobre 2016. La serie è basata sul personaggio di Miranda Sings, ideato e interpretato da Colleen Ballinger, sul suo canale YouTube.

## Trama
Miranda è una giovane ragazza infantile, priva di talento e troppo sicura di sé che vuole ottenere fama grazie a YouTube. La serie narra le varie disavventure della ragazza per diventare famosa e della sua strana famiglia composta dalla madre Bethany, dalla sorella Emily e dallo stravagante zio Jim. Ad aiutare la ragazza nel suo obiettivo, oltre allo zio manager, vi è Patrick, un suo vicino di casa, innamorato di lei.

## Episodi
| Stagione         | Episodi | Pubblicazione USA | Pubblicazione Italia |
| ---------------- | ------- | ----------------- | -------------------- |
| Prima stagione   | 8       | 2016              | 2016                 |
| Seconda stagione | 8       | 2017              | 2017                 |

## Personaggi e interpreti

### Personaggi principali
- Miranda Sings (stagioni 1-2), interpretata da Colleen Ballinger, doppiata da Jenny De Cesarei.

La giovane protagonista della serie che studia a casa e vuol diventare famosa grazie a internet.
- Bethany (stagioni 1-2), interpretata da Angela Kinsey, doppiata da Marina Thovez.

La madre ipocondriaca di Miranda ed Emily.
- Emily (stagioni 1-2), interpretata da Francesca Reale, doppiata da Francesca Tretto.

La sorella di Miranda, voce della ragione e unica persona normale in famiglia.
- Patrick Mooney (stagioni 1-2), interpretato da Erik Stocklin, doppiato da Simone Lupinacci.

L'amico e vicino di casa di Miranda.
- Jim, interpretato da Steve Little (stagioni 1-2), doppiato da Luca Ghignone.

Lo zio incompetente e manager di Miranda.

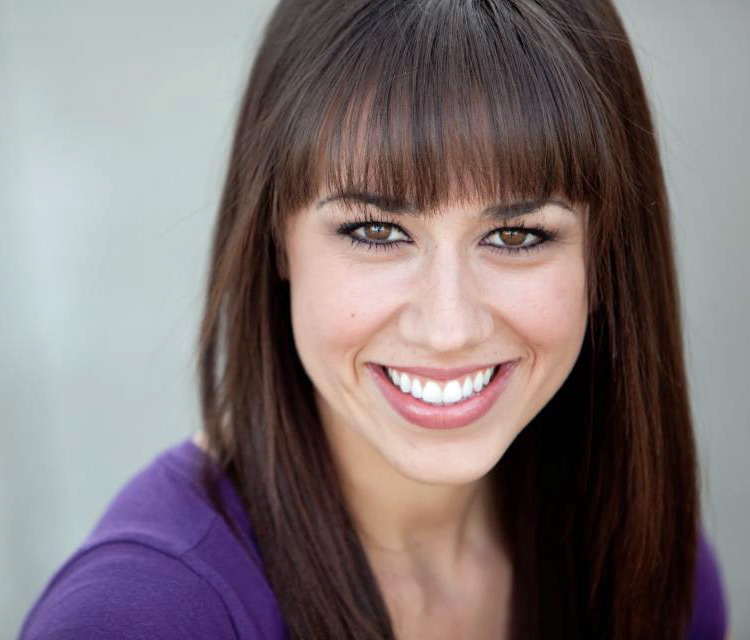
Colleen Ballinger interpreta Miranda Sings
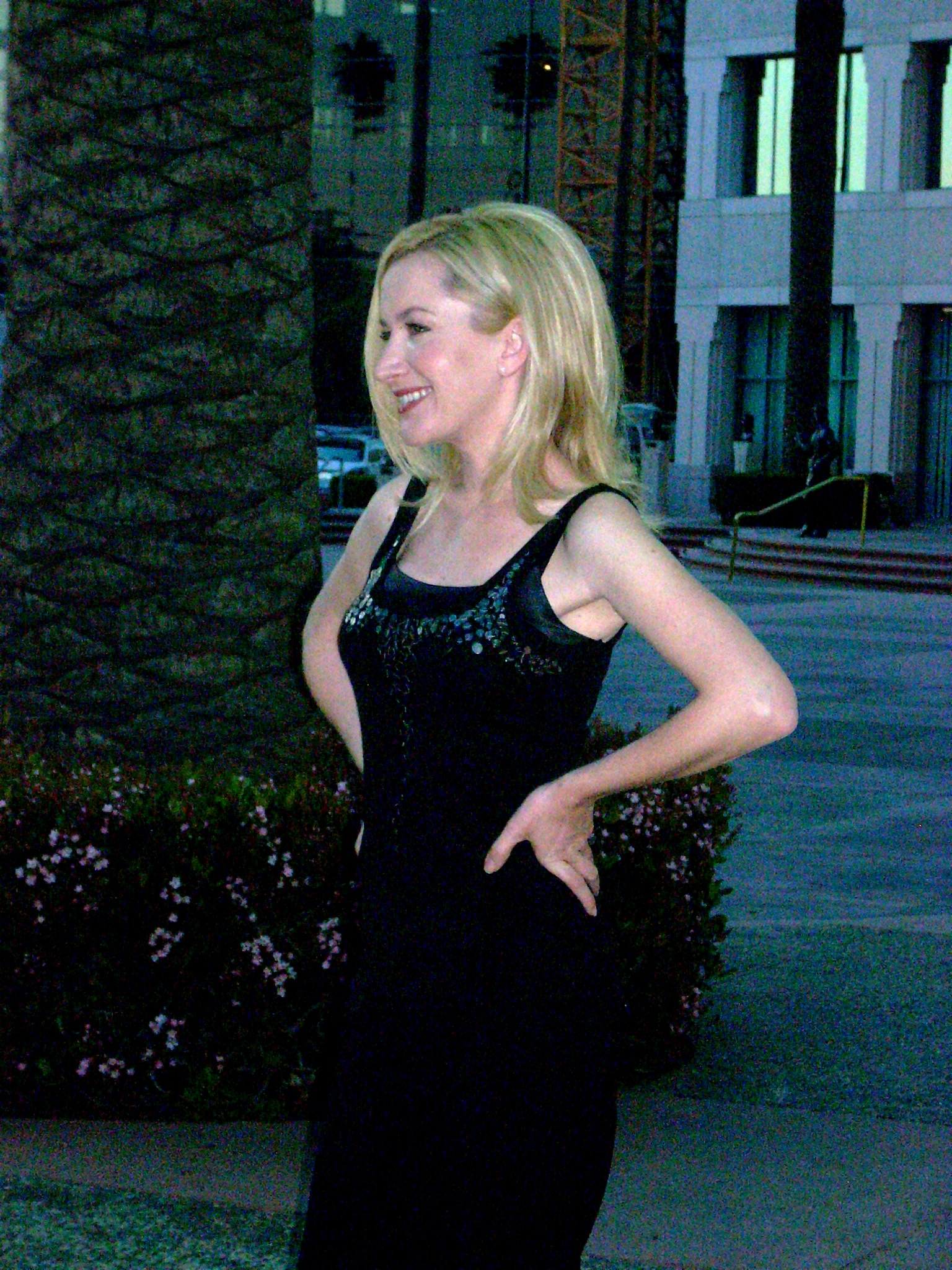
Angela Kinsey interpreta Bethany

### Personaggi ricorrenti
- Keith (stagione 1), interpretato da Chaz Lamar Shepherd, doppiato da Roberto Palermo.

Un pastore locale innamorato di Bethany e della sua ipocondria.
- Owen Trent (stagione 1), interpretato da Dylan Playfair, doppiato da Gianandrea Muià.

Un chitarrista narcisista di cui Miranda è innamorata.
- Harvey (stagione 1), interpretato da Harvey Guillen, doppiato da Marcello Moronesi.

Il figlio del proprietario del negozio di pesci.
- Kleigh (stagione 1), interpretata da Lindsay Navarro, doppiata da Albachiara Porcelli.

L'amica di Emily.
- April (stagione 1), interpretata da Rachelle Gillis, doppiata da Stefania De Peppe.

La fidanzata di Owen.
- Dr. Schofele (stagioni 1-2), interpretato da Simon Longmore, doppiato da Claudio Ridolfo (stagione 1) e Marcello Cortese (stagione 2).

Il medico di Bethany.
- Kelly (stagione 2), interpretato da Matt Besser, doppiato da Giuseppe Calvetti.

Il padre di Miranda ed Emily, fratello di Jim.
- Amanda (stagione 2), interpretata da Kara Hayward, doppiata da Laura Cherubelli.

La nuova fidanzata di Patrick.

## Produzione e promozione
Le riprese di Haters Back Off sono iniziate nel mese di aprile 2016 a Port Coquitlam, nella Columbia Britannica, vicino a Vancouver. La città, nella serie, sostituisce Tacoma (nello Stato di Washington), la città natale originaria di Miranda. Le riprese sono terminate il 3 giugno.
Colleen Ballinger ha iniziato a promuovere la serie nel gennaio 2016 con un video annuncio su YouTube. Miranda è apparsa sulla copertina di Variety ed è stata descritta in un articolo sullo show, nel giugno 2016. Il 1º settembre 2016, Netflix ha diffuso le prime foto di scena dalla serie mentre, il 21 settembre, ha pubblicato il primo di una serie di teaser. Collen Ballinger ha fatto inoltre un'apparizione al The Tonight Show il 14 ottobre 2016, per promuovere la serie.
La serie è stata rinnovata per un'ulteriore seconda stagione che è stata poi pubblicata il 20 ottobre 2017 e ha visto l'introduzione del padre di Miranda, interpretato dall'attore Matt Besser. Il 1º dicembre 2017 Netflix cancella la serie, dopo due stagioni.

## Accoglienza
La prima stagione della serie ha ricevuto contrastanti recensioni da vari critici. Su Rotten Tomatoes la stagione ha un punteggio del 47%, basato su 17 recensioni, con un punteggio medio di 4.67/10. Secondo la critica infatti "Haters Back Off è bizzarro, doloroso, e spesso atrocemente divertente - ma l'appeal di YouTube non trascina la serie nel più lungo format televisivo". Su Metacritic la stagione ha un punteggio di 54 su 100, basato su 9 recensioni ed è descritta "con recensioni nella media o contrastanti".
Tra le recensioni positive di Haters Back Off vi è quella di Robert Lloyd del Los Angeles Times, che ha osservato che: "a differenza dei video di YouTube di Miranda, le azioni del personaggio nella serie TV hanno conseguenze e influenzano gli altri personaggi con i loro sentimenti". Lloyd ritiene inoltre che la serie riesce a "plasmare un'idea divertente in una parvenza di vita". Il critico ha elogiato le prestazioni dei vari attori, soprattutto quella di Angela Kinsey.
Brian Lowry di CNN ha fatto invece una recensione per lo più negativa. Sebbene riteneva che la serie avesse merito di essere una "critica di una cultura ossessionata dalla fama" e che gli episodi successivi "ricompensano la pazienza", per lui lo show è stato troppo "cartone animato e ha lasciato un significato che si estendeva al di là di ciò che ha da offrire".